# 자바이칼

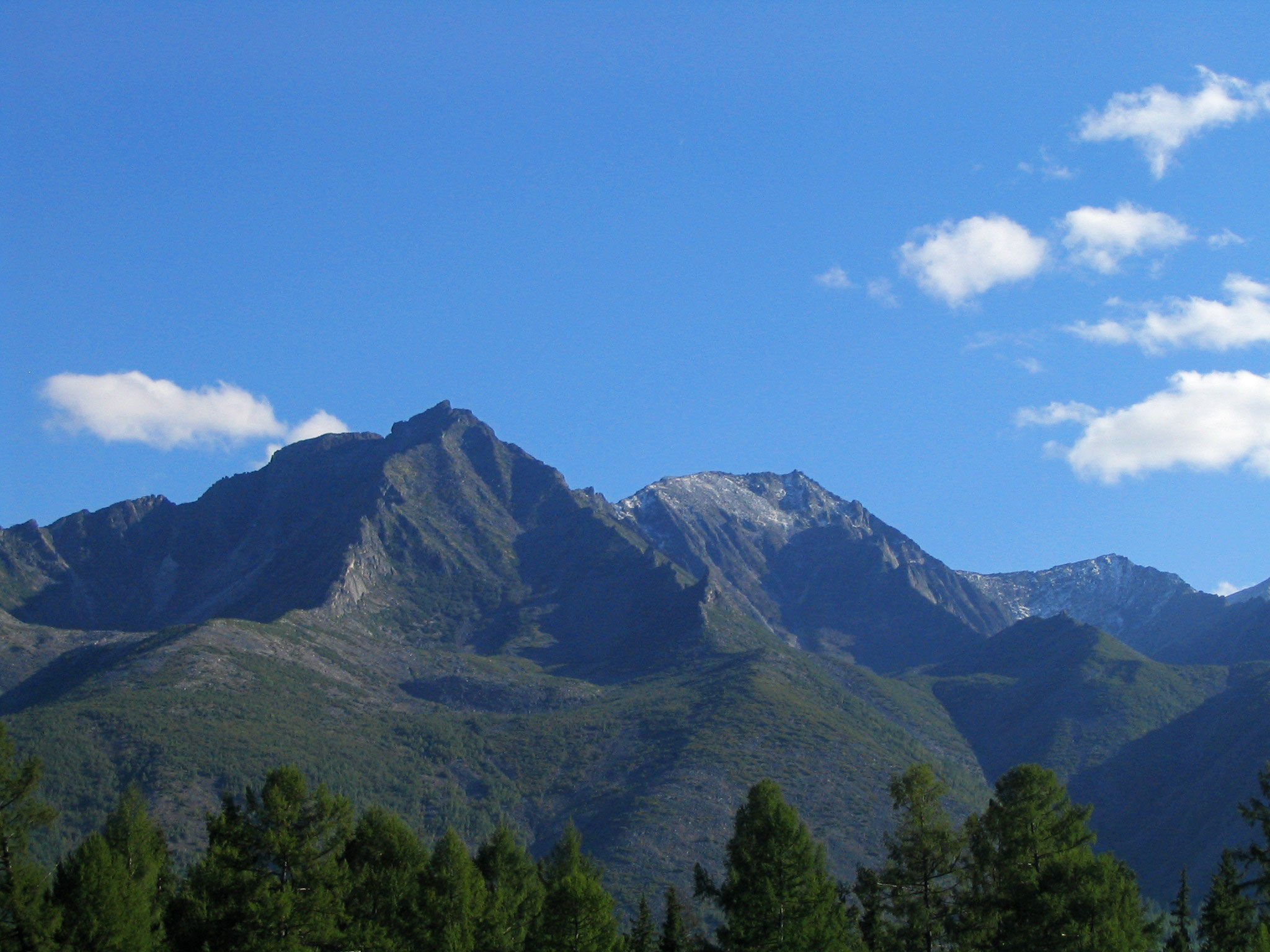

자바이칼(러시아어: Забайка́лье, 문화어: 자바이깔)은 러시아의 동시베리아에 위치한 지역으로 바이칼호의 동쪽 지역에 해당된다. 자바이칼에 속한 지역은 부랴트 공화국, 치타주, 이르쿠츠크주이다. 서쪽에는 바이칼 호가, 동쪽에는 실카강과 아르군강이 흐르고 있다. 북쪽은 파톰스코예고원(ПатомCкое нагорье)과 세베로바이칼스코예고원(Cеверо-БайкальCкое нагорье), 남쪽은 중국과 몽골에 접해 있다.
다우르스키산맥(ДаурCкий хребет), 말라힌스키산맥(МалахинCкий хребет), 올료크민스키산맥(ОлёкминCкий хребет), 이 위치해 있다.
기후는 1월에는 남쪽 기온은 −23°C, 북쪽과 남동쪽 기온은 −33°C이고, 최저 기온은 −58°C이다.
7월 기온은 10°C~20°C이고 산악 지역은 7월에는 5°C~7°C이다.
자바이칼을 흐르는 강은 레나강, 아무르강, 비팀강, 올료크마강, 셀렝가강, 실카강, 아르군강이다.
자바이칼은 타이가가 우거져 있다. 또, 자바이칼은 자바이칼스키 국립공원(ЗабайкальCкий национальный парк)가 위치해 있다.